# Færgeselskabet Læsø K/S
Færgeselskabet Læsø K/S sejler rutesejlads mellem øen Læsø i Kattegat og Frederikshavn. Selskabet har i dag to færger – M/F Ane Læsø og M/F Margrete Læsø. Sidstnævnte, som er den nyeste og største af de to, er opkaldt efter Dronning Margrete I, som ifølge historiske overleveringer strandede på øen i 1400-tallet.

## Målsætninger
- At sørge for en sikker, servicevenlig og stabil færgeforbindelse til og fra Læsø, for såvel personer, som for biler og fragt m.v.
- Gennem uddannelses-, sikkerheds- og miljøpolitik, at sikre at der ikke sker skader på personer, miljø og ejendom, såvel om bord som i land.
- At rederiet lever op til myndighedernes krav til sikker færgefart.
- At sikre en god og korrekt information til alle brugere af Færgeselskabets færger, vedrørende ydelser, afgange og priser m.v., og i særdeleshed, at give en aktuel information i forbindelse med uregelmæssig sejlads.

## Færger
| Emne                          | M/F Margrete Læsø                    | M/F Ane Læsø                     |
| ----------------------------- | ------------------------------------ | -------------------------------- |
| Leveret fra værft             | A/S Nordsøværftet - Januar 1997      | Ørskov Stålskibsværft - Maj 1980 |
| Længde o.a                    | 68,30 m                              | 57,99 m                          |
| Længde p.p                    | 65,00 m                              | 62,80 m                          |
| Bredde på fenderlister        | 16,30 m                              | 14,70 m                          |
| Dybgang lastet                | 3,30 m                               | 3,30 m                           |
| Bruttotonnage                 | 3.688 tons                           | 1.813 tons                       |
| Nettotonnage                  | 1.106 tons                           | 543 tons                         |
| Passagerkapasitet, vinter     | 500 personer                         | 250 personer                     |
| Passagerkapasitet, sommer     | 500 personer                         | 389 personer                     |
| Driftsbesætning               | 6 personer                           | 6 personer                       |
| Vogndæk - kun personbiler     | 78 personbiler                       | 34 personbiler                   |
| Vogndæk med max. lastbiler    | 6 træk + 42 personbiler              | -                                |
| Frihøjde på vogndæk           | 4,80 m                               | 4,50 m                           |
| Største bredde i porten       | 7,00 m for - 11,00 m agter           | 3,30 m for og agter              |
| Hovedmotor effekt             | 2 stk. 1470 kW (2000 HK)             | 2 stk. 640 kW (870 HK)           |
| Type                          | 6 cyl. 6L 28/32A-DVO                 | 6 cyl. 6T 23 LVO                 |
| Hovedmotor, gear og propeller | MAN-B&W / Alpha Diesel               | MAN-B&W / Alpha Diesel           |
| Hjælpemotor effekt            | 4 x 420 kW (600HK) Cummins KTA 19-G4 | -                                |